# GEエナジー
GEエナジー(英語: GE Energy)はかつて存在したゼネラル・エレクトリックの事業部門の一つ。アメリカ合衆国ジョージア州アトランタに本部を置いていた。
2013年以降は部門としての活動は停止しており、事業経営はGEエナジー・マネジメント、GEオイル&ガス、GEパワー&ウォーターの3部門で行われている。

## 歴史
2008年、財務的損失から促された全社的な再編成によって、GEインフラストラクチャ内の企業の子会社の編成に結びついた。2011年3月29日、GEエナジーは電力転換部の株式の90%を32億ドルで取得する計画を公表した。
2012年7月、社長のJohn KrenickiはGEエナジーの社長を辞し、事業経営はGEエネルギー・マネジメント、GE オイル&ガス、GEパワー&ウォーターの3部門に分けることを発表した。
この動きは経営の簡素化と可視化のためと見られており、2012年10月に再編は完了した。

## 部門
GEエナジーには以下のような部門があった
- エナジー・マネジメント
  - Digital Energy
  - Industrial Solutions
  - Environmental Services
  - Power Conversion (Converteam Acquisition)
  - Bethesda Counsel
- GEオイル&ガス
  - Drilling Solutions: Land and Offshore
  - Offshore Solutions
  - Subsea Solutions
  - Enhanced Oil Recovery (EOR) Solutions
  - Unconventional Resources
  - Full Range LNG Solutions
  - Industrial Power Generation
  - Refinery & Petrochemicals
  - Gas Storage & Pipeline
- GEパワー&ウォーター[7]
  - Power Generation Products (previously known as Thermal Products)
  - Power Generation Services
  - Aeroderivative Gas Turbines
  - Gas Engines
  - GE Hitachi Nuclear Energy
  - Renewable Energy
  - Water & Process Technologies

## 註
1. ↑  “Company Information”.   GE Energy. 2011年4月15日閲覧。
2. 1 2 3 4  “GE Energy Fact Sheet”.   GE Energy. 2011年4月15日閲覧。
3. ↑  GE Company Organization Chart
4. ↑  “GE Energy To Buy 90% Stake In Converteam For $3.2B”. Wall Street Journal. (2011年3月29日)
5. ↑  “GE acquires converteam”. Bloomberg
6. ↑  http://online.wsj.com/news/articles/SB10000872396390444464304577538500847681874
7. ↑  “GE Energy - About Our Business”.   GE. 2014年4月6日閲覧。